# Джим-Уэлс
Округ Джим-Уэлс (англ. Jim Wells county) — округ штата Техас Соединённых Штатов Америки. На 2000 год в нём проживало 39 332 человек. По оценке бюро переписи населения США в 2008 году население округа составляло 41 069 человек. Окружным центром является город Алис.

## История
Округ Джим-Уэлс был сформирован в 1912 году из части округа Нуэсес. Он был назван в честь Джеймса Беббеджа Уэллса, влиятельного политика юга Техаса.

## География
По данным бюро переписи населения США площадь округа Джим-Уэлс составляет 2249 км², из которых 2239 км² — суша, а 10 км² — водная поверхность (0,43 %).